# Sabrina Garciarena
Sabrina Garciarena (Buenos Aires, 19 luglio 1983) è un'attrice argentina.

## Biografia
Inizia la sua carriera d'attrice nel 1998 con la serie televisiva Verano del '98 regia di Carlos Luna e Federico Palazzo. Dopo aver recitato in numerose serie televisive argentine, diventa nota per essere una delle protagoniste della fiction Terra ribelle del 2010 per la regia di Cinzia TH Torrini. Nel 2006 ha avuto la possibilità di lavorare al fianco dell'attore e cantante Juan Darthés.

## Cinema
- Condòn Express, regia di Luis Prieto (2005)
- El gauchito Gil: La sangre inocente, regia di Ricardo Becher (2006)
- Tocar el cielo, regia di Marcos Carnevale (2007)
- Pagafantas, regia di Borja Cobeaga (2009)
- Felicitas, regia di Maria Teresa Constantini (2009)
- Amor en transito, regia di Lucas Blanco (2009)
- Solos en la ciudad.regia di Diego Corsini (2009)
- Sola Contigo. regia di Alberto Lecchi (2012)
- Baires. regia di Marcelo Páez Cubells (2015)
- Los inocentes. regia di Mauricio Brunetti (2014)
- Esencial. regia di Marcelo Politano  (2020)

## Televisione
- Verano del '98, regia di Carlos Luna e Federico Palazzo (1998)
- Los médicos (de hoy), regia di Fernando Espinosa (2000)
- Enamorarte, regia di Daniel Aguirre e Carlos Luna (2001)
- PH (Propiedad Horizontal), regia di Gaita Aragona e Alejandro Hugo Moser (2001)
- Son amores, regia di Rodolfo Antunez e Lucas Ruiz Barrera (2002)
- Rebelde Way, regia di Martin Mariani e Cris Morena (2002)
- Costumbres argentinas, regia di Claudio Ferrari e Nora Moseinco (2003)
- Culpable de este amor, regia di Gabriel de Ciancio e Federico Palazzo (2004)
- Amor en custodia, regia di Daniel Aguirre e Pablo Ambrosini (2005)
- Una familia especial, regia di Rodolfo Antunez e Daniel De Felippo (2005)
- Acassis, regia di Francisco E. Campos-Lòpez (2006)
- Se dice amor, regia di Alejandro Hugo Moser e Pablo Vàzquez (2006)
- La ley del amor, registi vari (2006)
- Cuestiòn de sexo, registi vari (2008)
- Terra ribelle, regia di Cinzia TH Torrini (2010)
- L'ombra del destino, regia di Pier Belloni (2011)
- Fisica o chimica (Física o Química) - serie (7 episodi) (2011)
- Terra ribelle - Il Nuovo Mondo, regia di Ambrogio Lo Giudice (2012)
- Los ricos no piden permiso (2015-2016)
- Madame RESQUIN  (2023)  Alberto Lecchi